# کشتی مین‌جمع‌کن کلاس تی۴۳
کشتی مین‌جمع‌کن کلاس تی۴۳ (به انگلیسی: T43-class minesweeper) یک کلاس از کشتی است که طول آن 58 meters می‌باشد.